# Bring Me the Head of Charlie Brown
Bring Me the Head of Charlie Brown es un cortometraje animado creado y animado por Jim Reardon en 1986 mientras estudiaba en Instituto de las Artes de California.
El trabajo amateur es un bosquejo sin acabar en blanco y negro sin ningún color salvo los trazos negros necesarios, está inspirado en los personajes de Peanuts de Charles M. Schulz.

## Argumento
El cortometraje es un tráiler ficticio de un programa especial de Peanuts "a estrenar el martes a las 20:00h" bajo el patrocinio de varias empresas ficticias inspiradas en otras reales.
En el susodicho especial se puede ver a la Gran Calabaza, la cual ofrece una recompensa para aquel que consiga matar a Charlie Brown dando comienzo así una caza en la que cada personaje intenta atentar contra "su amigo" de distintas maneras:
- Lucy, en una parodia del gag del balón de rugby, está convence a Charlie de que patee una bomba bajo la aparente forma de un oval.
- Schroeder simula tocar el piano, puesto que en el boceto no aparece hasta que de pronto, cuando Charlie pregunta por el piano, le cae a la cabeza un piano de gran tamaño
- Snoopy le arranca el brazo de un mordisco
- El Árbol Come-Cometas le cae encima
- Linus elabora un garrote vil con su característica sábana

Finalmente, cansado de huir, decide enfrentarse él solo a la pandilla dando inicio a una masacre con la que terminará con todos los personajes de Peanuts aparte de otros personajes que no tienen nada que ver con las historietas. Tras la masacre, Charlie Brown, en un acento germánico inspirado por Arnold Schwarzenegger, dice que "la felicidad es una cálida Uzi". En la siguiente escena se le encuentra fumando y en cama, junto a la niña pelirroja, quien le pide que apague la luz, finalizando el corto.
Durante los créditos finales, se escucha la canción "Charlie Brown" de The Coasters (erróneamente acreditada a The Platters) y aparece un mensaje dirigido a los espectadores que reza lo siguiente:

El creador de este cortometraje desea aclarar que nunca ha pretendido mancillar las historietas originales de Charles M. "Dutch" Schultz: Peanuts. En ningún momento se ha pretendido causar daño ni malicia. Así que por favor, no me demanden, porque un proceso judicial llevaría varios años y ni siquiera tengo abogado. No obstante, ústedes tienen la mitad de dinero del mundo, mientras que yo nada, OK?.

## Reparto
| Actor           | Personaje      |
| --------------- | -------------- |
| Etienne Badillo | Charlie Brown  |
| Rich Moore      | Charlie Brown  |
| Mike Reardon    | Charlie Brown  |
| William Holden  | Charlie Brown  |
| Ethan Kafner    | Linus van Pelt |
| Bret Haaland    | Lucy van Pelt  |
| Jeff Pidgeon    | Great Pumpkin  |
| Rich Moore      | Narrador       |

## Inspiración
El film está dedicado a Sam Peckinpah.
Para la producción del corto, Reardon se inspiró en las obras de Sam Peckinpah, entre las que se incluye Quiero la cabeza de Alfredo García. También se hace referencia a The Wild Bunch en la escena de la masacre de Peanuts. Varios ejemplos son: las escenas sangrientas con ráfagas rápidas de disparos en slow motion. Cabe destacar que el propio Reardon recurrió a fragmentos de audio de dichas películas en particular.
No obstante, también existen otras referencias de la cultura popular como el estilo de peinado mohicano de Charlie Brown en alusión a Travis Bickle de Taxi Driver. En otra escena, Charles M. Schulz aparece como el mafioso Dutch Schultz.
El grito de dolor de Charlie Brown al ser mordido por Snoopy procede del efecto de sonido de los dibujos de Tom y Jerry. Otro efecto de sonido fue la escena del estrangulamiento por Linus, cuyo sonido proviene del sketch de Monty Python: Farewell to John Denver.[cita requerida]
La escena corta del dragón escupe-fuego es de Snookles, otro corto animado de Juliet Stroud y que también fue producido en el mismo Instituto de las Artes.[cita requerida]